# Podonotogamasellus magoebaensis
Podonotogamasellus magoebaensis är en spindeldjursart som först beskrevs av Loots och Ryke 1965.  Podonotogamasellus magoebaensis ingår i släktet Podonotogamasellus och familjen Ologamasidae. Inga underarter finns listade i Catalogue of Life.